# 한자음차
갑오개혁 이후부터 한국 공문서에서는 한글이 주된 언어로 사용되기 시작하였다. 1895년 5월 8일 '공문식' 제10조를 통해 한글이 대표문자의 위치를 확고히 하였고, 이두문은 역사 속으로 사라지게 되었다. 특히 공문서는 국한문 중심으로 사용되었는데, 서방세계와 관계를 맺기 시작하며 협정문 등에 사용되는 외래어를 음차하는 데 용이하였기 때문이다.
그러나 19세기 후반~일제시기 자주 사용된 외래어 이름이나 지명, 용어의 한자 음차나 한글 음차는 오늘날 알아보기가 어려운 것이 현실이다. 예를 들어 로마는 '羅馬(라마)'라 음차한 표현이었고, 프로이센은 '보로서(普魯西)' 또는 '보로사(普魯斯)' 등으로 음차하였다. 이 외에도 오늘날 바자르라 불리는 Saint-amand Bazard는 '빠사-드'라 표현하였다.
이와 같은 근대 시기 한자 또는 한글 음차의 사례들을 모아 보면 아래와 같다.

### 한자 음차

#### 국가명
普魯西(보로서), 普魯斯(보로사) : 프로이센
瑞西(서서) : 스위스
亞米利加(아미리가) : 아메리카(북미를 의미)
和蘭(화란) : 네덜란드(Netherlands)
白義耳(백의이) : 벨기에(Belgium)
西班牙(서반아) : 스페인(Spain)
伊太利(이태리), 意大利(의대리) : 이탈리아(Italiana)
墺地利(오지리), 奧地利(오지리) : 오스트리아(Austria)
希臘(희랍) : 그리스
台灣(태만) : 대만
吐蕃(토번) : 티베트
土耳其(토이기) : 터키

#### 지명
羅馬(라마) : 로마
巴里(파리) : 파리
倫敦(륜돈) : 런던
伯林(백림) : 베를린
桑香(상항) : 센프란시스코
加洲(가주) : 캘리포니아주(State of California)
南加洲(남가주) : (확인필요)
羅省(나성) : 로스엔젤레스(Los Angeles, LA)
天使島(천사도) : Angel Island, 미국 캘리포니아 샌프란시스코항에 있는 섬이다. 1898년 스페인-미국 전쟁 이후부터 20세기 전반기까지 환승역(transit station)으로 기능하였다.

#### 용어
希伯來(희백래) : 히브리(Hebrew), 히브리어(고대 이스라엘어)

#### 이름
柳瑞佰(류서백) : Rev.J.S.Nisbet. 선교사
李訥瑞(이눌서) : Rev.W.D.Reynolds. 선교사
馬路德(마로덕) : Rev.L.O.McCutchen. 선교사
裵緯良(배위량) : Rev.W.M.Baird. 선교사

### 한글 음차

#### 지명
푸라이부룩(푸라이부룩 대학) : Freiburg
그라이푸스발트 : Greifswald(독일 소재)
삑(ㅅ+ㅂ+ㅣ+ㄱ)도이아봉(峯) : 빅토리아봉=빅토리아피크. 홍콩에서 가장 높은 곳을 의미함.
꾀릿샐 : 괴를리쯔(Görlitz)
엘풀트 : 엘푸르트(Erfurt)

#### 용어
까란틔슴 : (확인필요)
시비리사씨오 : (확인필요)
안아리씀 : 아나키즘(anarchism)
빠여릿취 :
대털민히슴("맑스적 대털민히슴") : Determinism(맑스의 역사 결정론, Marx’s the historical determinism)

#### 이름
빠사-드 : 바자르(Saint-amand Bazard)
로벨트 필 : 로버트 필(Robert Peel)
휘-고, 휘고 : 휴고(Gustav von Hugo)
산시몬 : 생시몽(comte de Saint-Simon)
엔판태 : 앙팡탱(Barthélemy Prosper Enfantin)
쀠새 : P. Puchez
W.텀프손 : 윌리엄 톰슨(William Thompson)
필리포비치 : Eugen Philippović
빼룬스타인 : 베른슈타인(Eduard Bernstein)
A. 빼벨 : 아우구스트 베벨(August Bebel)
W. 리부크내히트 : 빌헬름 리프크네히트(Wilhelm Liebknecht)
쩌레 : 조레스(Jean Léon Jaurès)

#### 기타
총독일노동당(總獨逸勞動黨) : 전독일노동자동맹(=the Socialist Workers’ Party, 독일사회민주당[the Social Democratic Party of Germany, SPD]의 전신)
스사로 : 스스로

## 같이 보기
- 음역어
- 나라 이름의 한자 약칭
- 나라 이름의 한자 표기 목록